# Prealpi Bergamasche Occidentali
Le Prealpi Bergamasche Occidentali (dette anche Catena Campelli-Resegone-Grigne) sono la parte occidentale delle Prealpi Bergamasche (nelle Alpi e Prealpi Bergamasche). Si trovano in Lombardia (Provincia di Bergamo e Provincia di Lecco).

## Classificazione
Secondo la SOIUSA le Prealpi Bergamasche Occidentali sono un supergruppo alpino con la seguente classificazione:
- Grande parte = Alpi Orientali
- Grande settore = Alpi Sud-orientali
- Sezione = Alpi e Prealpi Bergamasche
- Sottosezione = Prealpi Bergamasche
- Supergruppo = Prealpi Bergamasche Occidentali
- Codice = II/C-29.II-A.

## Delimitazioni
Le Prealpi Bergamasche Occidentali sono la parte occidentale delle Prealpi Bergamasche ad occidente della Val Brembana.
Ruotando in senso orario i limiti geografici sono: Passo di Bobbio, Valtorta, Val Brembana, colline bergamasche, fiume Adda, Lecco, Lago di Como, Val Muggiasca, Passo di Bobbio.

## Suddivisione
Secondo la SOIUSA sono suddivise in quattro gruppi e sei sottogruppi:
- Gruppo Campelli-Aralalta (1)
  - Sottogruppo di Campelli  (1.a)
  - Sottogruppo dell'Aralalta (1.b)
- Gruppo del Resegone (2)
- Gruppo delle Grigne (3)
  - Sottogruppo della Grigna Meridionale (3.a)
    - Nodo della Grigna Meridionale (3.a/a)
    - Costiera del Monte San Martino (3.a/b)

  - Sottogruppo della Grigna Settentrionale (3.b)
    - Nodo della Grigna Settentrionale (3.b/a)
    - Nodo del Monte Pilastro (3.b/b)
    - Costiera del Monte Palagia (3.b/c)
    - Catena dei Pizzi di Parlasco (3.b/d)
- Gruppo Valbona-Sornadello (4)
  - Sottogruppo di Valbona (4.a)
  - Sottogruppo del Sornadello (4.b)

## Montagne

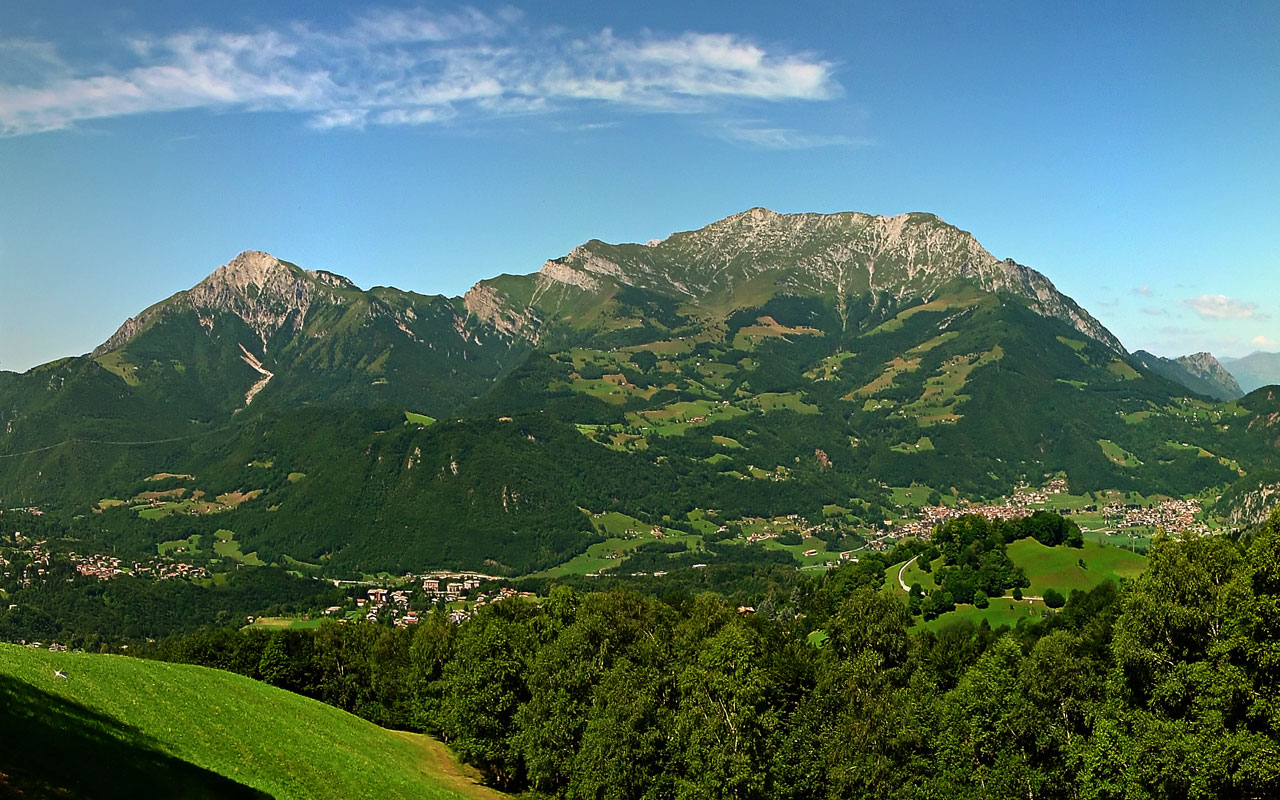
Gruppo delle Grigne.

Le montagne principali delle Prealpi Bergamasche Occidentali sono:
- Grigna - 2.410 m
- Grignetta - 2.177 m
- Zuccone Campelli - 2.161 m
- Monte Sodadura - 2.010 m
- Monte Aralalta - 2.000 m
- Resegone - 1.875 m
- Monte Pilastro - 1.823 m
- Monte Due Mani - 1.666 m
- Monte Sornadello - 1.580 m
- Monte Palagia - 1.546 m
- Pizzi di Parlasco - 1.511 m
- Monte Foldone - 1.502 m
- Monte Coltignone - 1.479 m
- Corno Zuccone - 1.458 m
- Monte Tesoro - 1.432 m
- Castel Regina - 1.424 m
- Tre Faggi - 1.399 m
- Monte Linzone - 1.392 m
- Corna Camoscera (Coren) - 1.329 m
- Pizzo Cerro - 1.285 m
- Monte Zucco - 1.232 m
- Monte Molinasco (Ronco) - 1.170 m
- Corno Medale - 1.029 m
- Monte Ubione - 895 m